# Orga (kaiju)
Orga (オルガ Oruga?) es un enorme kaiju exótico mutado aparecido en la película de 1999, Godzilla 2000: Millennium.

## Nombre
El nombre de Orga proviene de la capacidad de curación de Godzilla con la que fue creado. En la versión inglés doblada, el nombre de esta regeneración se llama Regenerator G-1, como se ha señalado anteriormente, pero en la versión original se llamaba "Organizador G-1". Las cuatro primeras letras de este nombre formaron a Orga (Organizador G-1). En el contexto del doblaje inglés, Michael Schlesinger (que supervisó la distribución de América para la película) especuló en el comentario de audio que también podría ser una abreviación de "Organismo".

## Apariciones
En su primera forma, era un Millenian, una criatura parecida a un calamar brillante azulado con tentáculos largos y una cabeza que se asemejaba a la de una mantarraya. Sin embargo, el Regenerator G-1 causó una mutación y se convirtió en una odiosa y brutal criatura: Orga.
Orga es un grotesco y descorazonado monstruo, con una piel gris y elástica. Lo más destacado de Orga son tres garras masivas parecidas a las manos de Godzilla, que usa para caminar como un gorila. Cuenta con una corta y gruesa cola y cuello. Su cara similar a Godzilla tiene una mandíbula con un prominente mentón, cruzado con hileras de dientes de sierra. Él se parece a un horrible cruce entre Zilla y Gamera.
Debido a que es pariente de Godzilla, Orga es un feroz luchador que posee una multitud de habilidades. Sin embargo, como se ve en la película, a él no le gusta a luchar a menos que sea la única opción que le queda. Las masivas garras de Orga son armas formidables en combate que pueden generar una desagradable cortada. Él puede estirar su cuello para dar una dolorosa picadura. Puede disparar una ola de energía del agujero en su hombro izquierdo con la suficiente fuerza para enviar a Godzilla volando hacia atrás varios cientos de pies. Orga es mucho más ágil que lo que su apariencia sugiere, es capaz de saltar grandes distancias y alturas. Por último, Orga es capaz de absorber al ADN del oponente a través de su mordida para obtener sus capacidades, y su apariencia, e incluso puede separar su mandíbula superior e inferior para desplegar una membrana oculta con el fin de tragar a su oponente. La mejor arma de Orga, sin embargo, es su durabilidad. Gracias a la absorción del Organizador G1 de Godzilla, está increíblemente dotado con avanzadas propiedades regenerativas, capaces de sanar lesiones, incluso más rápido que el propio Godzilla, a diferencia de Biollante.

## Origen
Durante la mayor parte de la película, el Millenian habitaba en una nave espacial, que se estrelló en el océano 60 millones de años atrás y se puso en suspensión criogénica hasta que fue sacado a la superficie de la CCI.
Tras su reavivación, el buque se dedica a luchar contra Godzilla, derrotándolo, y recoge información sobre Godzilla. En el manga, los Millenian es una raza de entidades colectiva similar a la humana.
Más adelante, Godzilla combate a los buques de nuevo en una revancha, y antes de que sea destruido, sacan al Millenian del buque y usan las células del "Regenerator G1" para intentar su resurrección. La criatura parece tener éxito en un primer momento, pero pronto se ve incapaz de controlar el poder del Regenerator G1. El cuerpo del Millenian sigue mutando, transformándose en una horrible criatura. En su batalla final con Godzilla, Orga intenta absorber más del ADN de Godzilla para convertirse en un clon de Godzilla al morderlo, y en la desesperación intenta tragar a Godzilla. Orga absorbe una cantidad suficiente del ADN de la piel en la cabeza de Godzilla para crecer,su piel se comienza a trasformase en la piel de godzilla su altura aumenta diez metros, y en su espalda le comienzan a crecer los picos. Sin embargo, él es asesinado cuando Godzilla activa su aliento nuclear en el interior del cuerpo del extraterrestre, decapita a la criatura y luego revienta al extraterrestre en pedazos.

## Otras apariciones
Orga aparece en los juegos de Godzilla: Destroy All Monsters Melee, Godzilla: Save the Earth y Godzilla: Unleashed y en la Parte Final del último se pueden elegir los escenarios y la dificultad (Orga se sustituye por SpaceGodzilla cuando el juego se encuentra difícil). El más poderoso personaje físicamente, Orga utiliza la fuerza bruta para abrumar a los opositores. Más bien lento y con armas de calificación moderada, Orga debe atacar de cerca para batir a su enemigo. Él está en el videojuego Godzilla: Unleashed, donde se pueden comprar con 50000 puntos como parte de la facción de aliens. En estos juegos de video puede escupir veneno.